# Cosmarium norimbergense
Cosmarium norimbergense  là một loài Song tinh tảo trong họ Desmidiaceae, thuộc chi Cosmarium.